# Oostenrijk op de Paralympische Zomerspelen 2020
Oostenrijk was een van de landen die deelnam aan de Paralympische Zomerspelen 2020 in Tokio, Japan.

## Medailleoverzicht
| Wielrennen   | Walter Ablinger    | Tijdrit, H3 (m)                        | Goud   |  |  |
|              |                    |                                        |        |  |  |
| Paardensport | Pepo Puch          | Dressuur, verplichte kür, graad II (g) | Zilver |  |  |
| Paardensport | Pepo Puch          | Dressuur, vrije kür, graad II (g)      | Zilver |  |  |
| Triatlon     | Florian Brungraber | Individueel, PTWC (m)                  | Zilver |  |  |
| Wielrennen   | Thomas Fruehwirth  | Wegwedstrijd, H4 (m)                   | Zilver |  |  |
| Wielrennen   | Thomas Fruehwirth  | Tijdrit, H4 (m)                        | Zilver |  |  |
|              |                    |                                        |        |  |  |
| Wielrennen   | Walter Ablinger    | Wegwedstrijd, H3 (m)                   | Brons  |  |  |
| Wielrennen   | Alexander Gritsch  | Wegwedstrijd, H4 (m)                   | Brons  |  |  |
| Wielrennen   | Alexander Gritsch  | Tijdrit, H4 (m)                        | Brons  |  |  |

## Deelnemers en resultaten
(m) = mannen, (v) = vrouwen, (g) = gemengd 

### Atletiek

#### Baanonderdelen
| Atleet               | Onderdeel       | Series              | Series              | Finale    | Finale |
| Atleet               | Onderdeel       | Resultaat           | Rang                | Resultaat | Rang   |
| -------------------- | --------------- | ------------------- | ------------------- | --------- | ------ |
| Thomas Geierspichler | 400 m, T52 (m)  | 1:04.22             | 8e                  | 1:02.68   | 6e     |
| Thomas Geierspichler | 1500 m, T52 (m) | Niet van toepassing | Niet van toepassing | 3:54.77   | 4e     |

#### Veldonderdelen
| Paralympiër    | Onderdeel             | Resultaat | Prestatie |
| -------------- | --------------------- | --------- | --------- |
| Bil Marinkovic | Discuswerpen, F11 (m) | 5e        | 33.45     |
|                |                       |           |           |
| Natalija Eder  | Kogelstoten, F12 (v)  | 7e        | 11.45     |
| Natalija Eder  | Speerwerpen, F12 (v)  | 4e        | 37.92     |

### Kanovaren
| Atleet               | Onderdeel                  | Heats     | Heats             | Halve finale        | Halve finale        | A/B finale          | A/B finale          |
| Atleet               | Onderdeel                  | Resultaat | Rang              | Resultaat           | Rang                | Resultaat           | Rang                |
| -------------------- | -------------------------- | --------- | ----------------- | ------------------- | ------------------- | ------------------- | ------------------- |
| Markus Mendy Swoboda | Eenpersoons kajak, KL2 (m) | 0:44.561  | 6e                | 0:42.697            | 4e QA               | 0:43.090            | 5e                  |
| Markus Mendy Swoboda | Eenpersoons va'a, VL3 (m)  | DQ        | Gediskwalificeerd | Niet gekwalificeerd | Niet gekwalificeerd | Niet gekwalificeerd | Niet gekwalificeerd |

### Paardensport
| Paralympiër                                 | Onderdeel                              | Resultaat | Prestatie |
| ------------------------------------------- | -------------------------------------- | --------- | --------- |
| Bernd Brugger                               | Dressuur, verplichte kür, graad IV (g) | 11e       | 66.903%   |
| Pepo Puch                                   | Dressuur, verplichte kür, graad II (g) | Zilver    | 73.441%   |
| Pepo Puch                                   | Dressuur, vrije kür, graad II (g)      | Zilver    | 81.007%   |
| Julia Sciancalepore                         | Dressuur, verplichte kür, graad I (g)  | 7e        | 70.571%   |
| Julia Sciancalepore                         | Dressuur, vrije kür, graad I (g)       | 7e        | 71.060%   |
| Valentina Strobl                            | Dressuur, verplichte kür, graad V (g)  | 13e       | 64.381%   |
|                                             |                                        |           |           |
| Bernd Brugger Pepo Puch Julia Sciancalepore | Dressuur, team (g)                     | 9e        | 213.502%  |

### Tafeltennis
| Paralympiër      | Onderdeel          | Groepsfase                 | Groepsfase                                     | Groepsfase                | Positie | Finalefase           | Finalefase                  | Finalefase           | Finalefase           | Plaats |
| Paralympiër      | Onderdeel          | Wedstrijd I                | Wedstrijd II                                   | Wedstrijd III             | Positie | 1/8e finale          | Kwartfinale                 | Halve finale         | Finale               | Plaats |
| Paralympiër      | Onderdeel          | Tegenstander Uitslag       | Tegenstander Uitslag                           | Tegenstander Uitslag      | Positie | Tegenstander Uitslag | Tegenstander Uitslag        | Tegenstander Uitslag | Tegenstander Uitslag | Plaats |
| ---------------- | ------------------ | -------------------------- | ---------------------------------------------- | ------------------------- | ------- | -------------------- | --------------------------- | -------------------- | -------------------- | ------ |
| Krisztian Gardos | Enkelspel, C10 (m) | FRA Mateo Boheas V met 1-3 | BRA Carlos Alberto Carbinatti Junior W met 3-0 | RSA Theo Cogill W met 3-0 | 2e      | Niet van toepassing  | MNE Filip Radovic V met 1-3 | Uitgeschakeld        | Uitgeschakeld        | 5e     |

### Tennis
| Paralympiër                 | Onderdeel               | 1e ronde                                  | 2e ronde                                                           | 3e ronde                                          | Kwartfinale          | Halve finale         | (troost)Finale       | Rang |
| Paralympiër                 | Onderdeel               | Tegenstander Uitslag                      | Tegenstander Uitslag                                               | Tegenstander Uitslag                              | Tegenstander Uitslag | Tegenstander Uitslag | Tegenstander Uitslag | Rang |
| --------------------------- | ----------------------- | ----------------------------------------- | ------------------------------------------------------------------ | ------------------------------------------------- | -------------------- | -------------------- | -------------------- | ---- |
| Thomas Flax                 | Rolstoel enkelspel (m)  | RSA Evans Maripa V met 0-2 (2-6, 0-6)     | Uitgeschakeld                                                      | Uitgeschakeld                                     | Uitgeschakeld        | Uitgeschakeld        | Uitgeschakeld        | 33e  |
| Nico Langmann               | Rolstoel enkelspel (m)  | BEL Jef Vandorpe V met 0-2 (4-6, 1-6)     | Uitgeschakeld                                                      | Uitgeschakeld                                     | Uitgeschakeld        | Uitgeschakeld        | Uitgeschakeld        | 33e  |
| Martin Legner               | Rolstoel enkelspel (m)  | CHN Ji Zhenxu V met 0-2 (1-6, 0-6)        | Uitgeschakeld                                                      | Uitgeschakeld                                     | Uitgeschakeld        | Uitgeschakeld        | Uitgeschakeld        | 33e  |
| Josef Riegler               | Rolstoel enkelspel (m)  | NED Ruben Spaargaren V met 0-2 (0-6, 1-6) | Uitgeschakeld                                                      | Uitgeschakeld                                     | Uitgeschakeld        | Uitgeschakeld        | Uitgeschakeld        | 33e  |
| Thomas Flax Nico Langmann   | Rolstoel dubbelspel (m) | Niet van toepassing                       | ESP Enrique Siscar Meseguer/Francesc Tur W met 2-1 (3-6, 6-4, 7-5) | GBR Alfie Hewett/Gordon Reid V met 0-2 (0-6, 0-6) | Uitgeschakeld        | Uitgeschakeld        | Uitgeschakeld        | 9e   |
| Martin Legner Josef Riegler | Rolstoel dubbelspel (m) | Niet van toepassing                       | KOR Im Ho Won/Oh Sang-Ho V met 0-2 (1-6, 3-6)                      | Uitgeschakeld                                     | Uitgeschakeld        | Uitgeschakeld        | Uitgeschakeld        | 17e  |

### Triatlon
| Paralympiër        | Onderdeel             | Resultaat | Prestatie |
| ------------------ | --------------------- | --------- | --------- |
| Florian Brungraber | Individueel, PTWC (m) | Zilver    | 0:59:55   |
| Guenther Matzinger | Individueel, PTS5 (m) | 9e        | 1:02:53   |

### Wielrennen

#### Baan
| Atleet          | Onderdeel                                  | Heats               | Heats               | (Bronzen) Finale    | (Bronzen) Finale    |
| Atleet          | Onderdeel                                  | Resultaat           | Rang                | Resultaat           | Rang                |
| --------------- | ------------------------------------------ | ------------------- | ------------------- | ------------------- | ------------------- |
| Yvonne Marzinke | 500 m tijdrit, C1-3 (v)                    | Niet van toepassing | Niet van toepassing | 42.023              | 8e                  |
| Yvonne Marzinke | 3000 m individuele achtervolging, C1-3 (v) | 4:29.147            | 13e                 | Niet gekwalificeerd | Niet gekwalificeerd |

#### Weg
| Paralympiër                                       | Onderdeel              | Resultaat | Prestatie      |
| ------------------------------------------------- | ---------------------- | --------- | -------------- |
| Walter Ablinger                                   | Wegwedstrijd, H3 (m)   | Brons     | 2:35:06        |
| Walter Ablinger                                   | Tijdrit, H3 (m)        | Goud      | 43:39.17       |
| Ernst Bachmaier                                   | Wegwedstrijd, H1-2 (m) | DNS       | Niet gestart   |
| Ernst Bachmaier                                   | Tijdrit, H1 (m)        | DNF       | Niet gefinisht |
| Thomas Fruehwirth                                 | Wegwedstrijd, H4 (m)   | Zilver    | 2:20:56        |
| Thomas Fruehwirth                                 | Tijdrit, H4 (m)        | Zilver    | 38:30.61       |
| Alexander Gritsch                                 | Wegwedstrijd, H4 (m)   | Brons     | 2:22:38        |
| Alexander Gritsch                                 | Tijdrit, H4 (m)        | Brons     | 39:58.93       |
|                                                   |                        |           |                |
| Elisabeth Egger                                   | Wegwedstrijd, H1-4 (v) | DNF       | Niet gefinisht |
| Elisabeth Egger                                   | Tijdrit, H1-3 (v)      | 10e       | 46:02.84       |
| Yvonne Marzinke                                   | Wegwedstrijd, C1-3 (v) | 14e       | 1:25:42        |
| Yvonne Marzinke                                   | Tijdrit, C1-3 (v)      | 13e       | 30:35.19       |
|                                                   |                        |           |                |
| Walter Ablinger Elisabeth Egger Thomas Fruehwirth | Tijdrit, H1-5 (g)      | 9e        | + 3 rondes     |

### Zwemmen
| Atleet           | Onderdeel                              | Series    | Series | Finale              | Finale              |
| Atleet           | Onderdeel                              | Resultaat | Rang   | Resultaat           | Rang                |
| ---------------- | -------------------------------------- | --------- | ------ | ------------------- | ------------------- |
| Andreas Ernhofer | 50 m vrije slag, S4 (m)                | 0:45.10   | 15e    | Niet gekwalificeerd | Niet gekwalificeerd |
| Andreas Ernhofer | 100 m vrije slag, S4 (m)               | 1:38.49   | 11e    | Niet gekwalificeerd | Niet gekwalificeerd |
| Andreas Ernhofer | 200 m vrije slag, S4 (m)               | 3:39.44   | 14e    | Niet gekwalificeerd | Niet gekwalificeerd |
| Andreas Ernhofer | 50 m rugslag, S4 (m)                   | 0:50.18   | 12e    | Niet gekwalificeerd | Niet gekwalificeerd |
| Andreas Ernhofer | 50 m schoolslag, SB3 (m)               | 0:54.18   | 7e     | 0:55.00             | 8e                  |
| Andreas Ernhofer | 150 m individuele wisselslag, SM4 (m)  | 2:51.58   | 10e    | Niet gekwalificeerd | Niet gekwalificeerd |
| Andreas Onea     | 100 m schoolslag, SB8 (m)              | 1:13.90   | 10e    | Niet gekwalificeerd | Niet gekwalificeerd |
| Andreas Onea     | 100 m vlinderslag, S8 (m)              | 1:09.52   | 15e    | Niet gekwalificeerd | Niet gekwalificeerd |
| Andreas Onea     | 200 m individuele wisselslag, SM8 (m)  | 2:31.03   | 9e     | Niet gekwalificeerd | Niet gekwalificeerd |
|                  |                                        |           |        |                     |                     |
| Janina Falk      | 200 m vrije slag, S14 (v)              | 2:20.39   | 10e    | Niet gekwalificeerd | Niet gekwalificeerd |
| Janina Falk      | 100 m rugslag, S14 (v)                 | 1:19.44   | 14e    | Niet gekwalificeerd | Niet gekwalificeerd |
| Janina Falk      | 100 m schoolslag, SB14 (v)             | 1:28.68   | 14e    | Niet gekwalificeerd | Niet gekwalificeerd |
| Janina Falk      | 100 m vlinderslag, S14 (v)             | 1:13.62   | 14e    | Niet gekwalificeerd | Niet gekwalificeerd |
| Janina Falk      | 200 m individuele wisselslag, SM14 (v) | 2:37.51   | 9e     | Niet gekwalificeerd | Niet gekwalificeerd |

Afghanistan · 
Algerije · 
Amerikaanse Maagdeneilanden · 
Angola · 
Argentinië · 
Armenië · 
Aruba · 
Australië · 
Azerbeidzjan · 
Bahrein · 
Barbados · 
Belarus · 
België · 
Benin · 
Bermuda · 
Bosnië en Herzegovina · 
Botswana · 
Brazilië · 
Bulgarije · 
Burkina Faso · 
Burundi · 
Cambodja · 
Canada · 
Centraal-Afrikaanse Republiek · 
Chili · 
China · 
Chinees Taipei · 
Colombia · 
Congo-Brazzaville · 
Congo-Kinshasa · 
Costa Rica · 
Cuba · 
Cyprus · 
Denemarken · 
Dominicaanse Republiek · 
Duitsland · 
Ecuador · 
Egypte · 
El Salvador · 
Estland · 
Ethiopië · 
Faeröer · 
Fiji · 
Filipijnen · 
Finland · 
Frankrijk · 
Gabon · 
Gambia · 
Georgië · 
Ghana · 
Griekenland · 
Groot-Brittannië · 
Guatemala · 
Guinee · 
Guinee‑Bissau · 
Haïti · 
Honduras · 
Hongarije · 
Hongkong · 
Ierland · 
IJsland · 
India · 
Indonesië · 
Irak · 
Iran · 
Israël · 
Italië · 
Ivoorkust · 
Jamaica · 
Japan · 
Jordanië · 
Kaapverdië · 
Kameroen · 
Kazachstan · 
Kenia · 
Kirgizië · 
Koeweit · 
Kroatië · 
Laos · 
Lesotho · 
Letland · 
Libanon · 
Liberia · 
Libië · 
Litouwen · 
Luxemburg · 
Madagaskar · 
Maleisië · 
Mali · 
Malta · 
Marokko · 
Mauritius · 
Mexico · 
Moldavië · 
Mongolië · 
Montenegro · 
Mozambique · 
Namibië · 
Nederland · 
Nepal · 
Nicaragua · 
Nieuw-Zeeland · 
Niger · 
Nigeria · 
Noord-Macedonië · 
Noorwegen · 
Oeganda · 
Oekraïne · 
Oezbekistan · 
Oman · 
Oostenrijk · 
Pakistan · 
Palestina · 
Panama · 
Papoea-Nieuw-Guinea · 
Peru · 
Polen · 
Portugal · 
Puerto Rico · 
Qatar · 
Roemenië · 
Russisch Paralympisch Comité ·
Rwanda · 
Saint Vincent en Grenadines · 
Samoa · 
Saoedi-Arabië · 
Sao Tomé en Principe · 
Senegal · 
Servië · 
Seychellen · 
Sierra Leone · 
Singapore · 
Slovenië · 
Slowakije · 
Somalië · 
Spanje · 
Sri Lanka · 
Syrië · 
Tadzjikistan · 
Tanzania · 
Thailand · 
Togo · 
Tonga · 
Trinidad en Tobago · 
Tsjechië · 
Tunesië · 
Turkije · 
Turkmenistan · 
Uruguay · 
Venezuela · 
Verenigde Arabische Emiraten · 
Verenigde Staten · 
Vietnam · 
Zimbabwe · 
Zuid-Afrika · 
Zuid-Korea · 
Zweden · 
Zwitserland
Paralympisch Vluchtelingen Team